# جنگ داخلی آمریکا

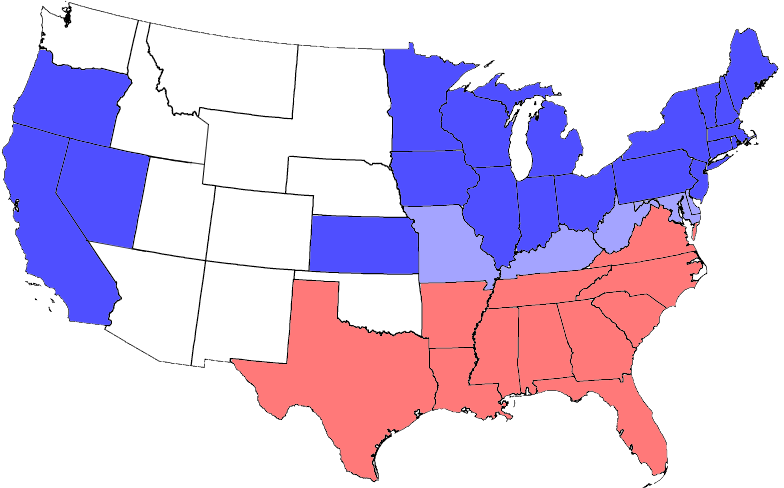
نقشه سیاسی آمریکا در حین جنگ داخلی. ایالت‌های جنوبی، با رنگ قرمز و ایالت‌های شمالی با رنگ آبی نشان داده شده‌اند. رنگ آبی کمرنگ، برای ایالت‌های شمالی است که هنوز برده‌داری را ممنوع نکرده بودند و ایالاتی که هنوز عضو ایالات متحده نبودند، با رنگ سفید نشان داده می‌شوند.

جنگ داخلی آمریکا (به انگلیسی: American Civil War) (۱۲ آوریل ۱۸۶۱ – ۹ مه ۱۸۶۵) یک جنگ داخلی در ایالات متحده آمریکا بود که میان دولت‌های پشتیبان اتحادیه فدرال (موسوم به اتحادیه یا شمال) و ایالات جنوبی (مؤتلفه یا جنوب) که رأی به جدایی از ایالات متحده و تشکیل کنفدراسیون ایالات مؤتلفه آمریکا داده‌بودند، به‌وقوع پیوست. علت اساسی جنگ، وضعیت برده‌داری ـ به‌خصوص گسترش برده‌داری به قلمروهای ارضیِ تازه کسب‌شده در اثر جنگ آمریکا و مکزیک ـ بود. اندکی پیش از آغاز جنگ داخلی در سال ۱۸۶۰ از ۳۲ میلیون نفر جمعیت آمریکا حدود ۴ میلیون نفر (تقریباً ۱۳ درصد) بردگان سیاه‌پوست بودند که اکثراً در جنوب می‌زیستند.
برده‌داری در ایالات متحده یکی از موضوعات سیاسی کلیدی در سده نوزدهم بود؛ نزاع سیاسی بر سر برده‌داری که تا دهه‌ها جریان داشت بالاخره به وقوع جنگ داخلی انجامید. تجزیه‌طلبی پس از پیروزی آبراهام لینکلن در انتخابات ریاست‌جمهوری ایالات متحده آمریکا در ۱۸۶۰ با برنامه‌های انتخاباتیِ ضد گسترش برده‌داری‌اش نضج گرفت. ابتدا هفت ایالت برده‌دار جدایی خود را از ایالات متحده اعلام کردند تا برای خودشان کنفدراسیون یا دولتی مؤتلفه تشکیل دهند. پس از آنکه نیروهای مؤتلفه چندین پایگاه دولت فدرال را در مناطق مورد ادعای خود تصرف کرد مصالحه کریتندن به شکست انجامید و هر دو طرف مهیای جنگ شدند. زمانی که ارتش مؤتلفه در ۱۲ آوریل ۱۸۶۱ ـ تنها یک ماه پس از روز معارفه‌ی آبراهام لینکلن ـ نبرد فورت سامتر در کارولینای جنوبی را آغاز کرد، جنگ داخلی به‌وقوع پیوست. دولت مؤتلفه چنان رشد کرد که حداقل اکثر قلمروهای یازده ایالت (از مجموع ۳۴ ایالت در آن زمان) را در اختیار بگیرد و ادعاهای ارضی‌اش را متوجه دو ایالت دیگر (میزوری و کنتاکی) نیز کرد. ایالاتی که به حکومت فدرال وفادار ماندند با نام «اتحادیه» شناخته شدند. ارتش‌های داوطلب بزرگی پدید آمدند و چهار سال نبرد خونین ـ به‌ویژه در جنوب ـ درگرفت.
در طول سال ۱۸۶۲–۱۸۶۱ در جبهه غربی اتحادیه دستاوردهای دائمی برجسته‌ای حاصل کرد درحالی‌که در جبهه شرقی نبرد بی‌نتیجه بود. در سپتامبر ۱۸۶۲ لینکلن اعلامیه آزادی بردگان را صادر کرد که پایان بخشیدن به برده‌داری را هدف جنگ قرار داد. در جبهه غربی، اتحادیه ناوگان رودخانه‌ایِ مؤتلفه را در سپتامبر ۱۸۶۲ و سپس اکثر ارتش غربی‌اش را ویران ساخته و نیواورلئان را متصرف شد. محاصره موفقیت‌آمیز ویکسبرگ در ۱۸۶۳ توسط ارتش اتحادیه، مؤتلفه را در رود می‌سی‌سی‌پی به دو قسمت تقسیم نمود. در ۱۸۶۳ یورش ژنرال مؤتلفه رابرت ادوارد لی به شمال با نبرد گتیسبرگ پایان گرفت. موفقیت‌ها در جبهه غربی سبب شدند ژنرال یولیسیز سایمن گرانت در ۱۸۶۴ فرماندهی کل ارتش اتحادیه را در دست گیرد. پس از آنکه اتحادیه، بندرهای مؤتلفه از اقیانوس اطلس تا خلیج مکزیک را به‌طور دائم مورد محاصره قرار داد، توانست منابع و نیروی انسانی خود را به‌سوی حمله‌ای همه‌جانبه به مؤتلفه رهنمون سازد که منجر به سقوط آتلانتا در ۱۸۶۴ به‌دست ژنرال ویلیام تکامسه شرمن و لشکرکشی او به‌سوی دریا شد. آخرین نبردهای قابل‌توجه در حول‌وحوش محاصره ده‌ماهه پترزبورگ ـ دروازه‌ای به‌سوی پایتخت مؤتلفه یعنی ریچموند ـ رخ دادند.
جنگ به‌صورت عملی در ۹ آوریل ۱۸۶۵ به پایان رسید. هنگامی‌که ژنرال مؤتلفه، رابرت لی، در نبرد اپوماتوکس پس از رها کردن پترزبورگ، به ژنرال اتحادیه یعنی یولیسیس گرانت تسلیم شد. ژنرال‌های مؤتلفه در سراسر ایالات جنوبی نیز از همین رویه پیروی کردند و آخرین تسلیم در خشکی در ۲۳ ژوئن رقم خورد. در پایان جنگ داخلی بسیاری از تأسیسات زیربنایی جنوب ـ به‌ویژه راه‌آهن آن ـ ویران شده‌بودند. دولت مؤتلفه سقوط کرد، برده‌داری ملغی گشت، و چهار میلیون بَرده سیاه‌پوست آزاد شدند. آنگاه کشورِ جنگ‌زده وارد یک دوره بازسازی نسبتاً موفقی گردید تا کشور را از نو بسازد و حقوق مدنی به سیاهانِ آزادشده اعطا نماید.

## مقدمه
چند هفته پس از انتخابات ریاست جمهوری در ۲۰ سپتامبر ۱۸۶۰، کارولینای جنوبی با رأی مجلس قانونگذاری خود، خروج از جرگه ایالات متحده را اعلام کرد. بلافاصله پس از مراسم سوگند لینکلن در ۴ مارس، ۱۸۶۱ ایالات متحده تجزیه شد. در این روز ایالت‌های کارولینای جنوبی، جورجیا، فلوریدا، آلاباما، می‌سی‌سی‌پی، لوئیزیانا و تگزاس ایالات مؤتلفه آمریکا را تشکیل دادند. اندک زمانی بعد، آرکانزاس، کارولینای شمالی، ویرجینیا و تنسی نیز به ایالت‌های شورشی پیوستند و تعداد ایالت‌های تجزیه طلب به ۱۱ ایالت رسید. در این کشمکش، یازده ایالت جنوبی به ایالت‌های برده مشهور شده بودند، چرا که در این مناطق برده‌داری هنوز رواج داشت و برعکس ایالت‌های شمالی ممنوع نشده بود.
ایالت‌های جنوبی بلافاصله ریچموند را پایتخت خود قرار داده و جفرسن دیویس را به ریاست جمهوری برگزیدند. پشت پردهٔ جدایی و خروج ایالات جنوبی از اتحادیهٔ ایالات متحد، پس از انتخاب لینکلن به ریاست جمهوری در پاییز ۱۸۶۰ به عنوان کاندیدای حزب جدیدالتأسیس جمهوری‌خواه، رشته‌ای طولانی از تضادهای سیاست‌ها و اختلاف منافع میان شمال و جنوب نهفته بود. این تضاد و اختلاف بر سر برده‌داری همچون یک مشکل اخلاقی نبود زیرا اغلب شمالی‌ها آنقدرها به بردگی اهمیت نمی‌دادند که حاضر شوند به خاطرش قربانی دهند چه برسد به اینکه به خاطر آن وارد جنگ شوند. این تضاد و برخورد میان مردم نبود (اغلب سفیدپوستان شمال نه منافع اقتصادی داشتند و نه قدرت سیاسی؛ اغلب سفیدپوستان جنوب هم کشاورزان فقیر بودند و نه تصمیم‌گیرنده) بلکه برخورد طبقات ممتاز و نخبگان بود. نخبگان ایالات شمالی خواستار توسعهٔ اقتصادی بودند: مرزهای آزاد، کار آزاد، بازار آزاد، تعرفهٔ گمرکی بالا برای حمایت از تولیدکنندگان، و یک بانک سراسری ایالات متحد. منافع برده‌داران درست نقطهٔ مقابل و در تضاد با اینها بود؛ نخبگان جنوبی به لینکلن و جمهوری‌خواهان همچون سد و مانعی برای روش زندگی خوشایند و پررونق خودشان در آینده نگاه می‌کردند.
وقتی در سپتامبر ۱۸۶۲ لینکلن بیانیه مقدماتی آزادسازی را صادر کرد، در واقع یک حرکت نظامی بود که به ایالات جنوبی چهار ماه وقت می‌داد تا دست از جنگ و طغیان بردارند و آنها را تهدید می‌کرد که اگر بخواهند به جنگیدن ادامه دهند، بردگانشان را آزاد خواهد کرد، در حالی که در ایالاتی که به ایالات شمالی بپیوندند کاری به کار بردگی و برده‌داری نخواهند داشت.

## بحران سرزمین
بین سالهای ۱۸۰۳ تا ۱۸۵۴ایالات متحده سرزمین وسیعی را چه از طریق مذاکره و خرید، و چه از طریق جنگ به‌دست‌آورد. ابتدا سرزمین‌هایی که به اتحادیه پیوستند به‌طور مساوی بین بردگان و افراد آزاد تقسیم شد. اما در غرب رود می‌سی‌سی‌پی طرفداران و مخالفان برده داری با هم درگیر شدند. 

## نخستین نبرد
دژ سومتر در بندر چارلتون در کارولینای جنوبی در آوریل ۱۸۶۱ مورد حمله جنوبی‌ها قرار گرفت. مدافع قلعه یعنی ژنرال اندرسن شمالی قصد تسلیم نداشت اما سرانجام در اثر شدت حملات جنوبی‌ها قلعه را به مهاجمان واگذار کرد. غرش توپ‌های جنوبی چندان ادامه نیافت و جنگ کم و بیش با تلفات اندکی به پایان رسید اما سقوط دژ سومتر آتش نبردی را شعله‌ور ساخت که ۴ سال به طول انجامید و ۶۰۰ هزار تن را به کشتن داد.

## بسیج عمومی شمال
در واشینگتن لینکلن از مردم درخواست ۷۵ هزار داوطلب را کرد اما تا پایان آوریل ۳۰۰ هزار سرباز زیر پرچم گرد آمدند. در جنوب نیز اوضاع به شدت متشنج بود. ده‌ها هزار مزرعه دار در کنار فئودال‌های بزرگ در حال شکل‌دادن ارتشی بزرگ برای جلوگیری از رخنه شمالی‌ها بودند.
در ژوئیه ۱۸۶۱، ۳۰ هزار سرباز آمریکای شمالی حمله به سمت ریچموند را آغاز کردند اما در جنوب غرب واشینگتن در نخستین درگیری با ژنرال بورگارد فرمانده جنوبی‌ها از هم پاشیدند و به صورت نامنظم به سوی واشینگتن عقب نشستند. لینکلن پس از این شکست، تا پایان جنگ در سال ۱۸۶۵ ایالت‌های جنوبی را محاصره دریایی کرد. سپس برای کاستن از انسجام نیروهای جنوب، آزادی بردگان جنوبی را اعلام کرد. اما اقدام سوم او گسیل یک ارتش قدرتمند آموزش دیده به فرماندهی ژنرال گرانت بود. گرانت در فوریه ۱۸۶۲ رود تنسی را تصرف کرد و در آوریل به جنگ ژنرال بورگارد رفت. در جنوب غرب تنسی نبردی سنگین درگرفت و مقاومت جنوبی‌ها چیزی نمانده بود تا سبب شکست گرانت شود اما در روز دوم با استفاده از نیروهای عظیم امدادی، جنوبی‌ها را عقب راندند. در همین زمان قوای دریایی آمریکای شمالی، نیواورلئان در جنوب را نیز به تصرف درآوردند. اکنون شمالیها برای تصرف کامل می‌سی‌سی‌پی تنها شهر ویکسبورگ را پیش رو داشتند.
ژنرال گرانت و ژنرال شرمن در نوامبر ۱۸۶۲ با حمله‌ای گازانبری به نیروهای مستقر در اطراف شهر حمله بردند و سربازان جنوبی تحت فشار شدید مهاجمان ناگزیر به داخل شهر پناه گرفتند. ۸ ماه نبرد خونین سبب مرگ ده‌ها هزار نظامی و غیرنظامی گردید. سقوط ویکسبورگ سبب سقوط مدافعان هودسن نیز شد و عملاً ارتباط مدافعان جنوبی با یکدیگر گسست.
شکست چاتانوگا در پاییز ۱۸۶۳ سبب شد تا جنوبی‌ها کلاً جنگ را در جبهه غرب ببازند.

پرچم شمالی‌ها موسوم به یانکی

پرچم جنوبی‌ها موسوم به ربل

## جنگ‌های جبهه شرق
در آن زمان در جبهه شرق ژنرال مک کلیلان با ۱۰۰ هزار سرباز مستقیماً در حال تاخت به سوی ریچموند بود. این ژنرال مورد حمله ژنرال لی، فرمانده جنوبی‌ها، واقع شد. نبردی سخت درگرفت و ژنرال لی، در پایان موفق شد سپاه ۱۰۰ هزار نفری شمالی‌ها را در هم بکوبد. وی مجدداً در همان محورها سپاه کمکی شمالی‌ها را شکست داد و سبب یاس شدید شمالی‌ها شد.

## نبرد گتیزبورگ
ژوئیه ۱۸۶۳ دره گتیزبورگ شاهد عظیم‌ترین نبرد قاره آمریکا بود. مردان ژنرال رابرت ئی. لی که قصد فتح واشینگتن را داشتند، از دو رشته کوه عبور کردند اما ده‌ها هزار سرباز شمالی با نصب صدها عراده توپ مانع ورود جنوبی‌ها شدند. ۴۸ ساعت نبرد بی‌امان سبب مرگ هزاران سرباز در پای کوه‌ها شد اما در ابتدای روز سوم، جنگ برنده‌ای نداشت. در نهایت جنوبی‌ها به دلیل حجم شدید آتش شمالی‌ها و ناکارآمدی اسب در جنگ کوهستانی مجبور به عقب‌نشینی شدند. سپاه لی مجبور شد شبانه به سمت ویرجینیا عقب بنشیند.

## فتح پایتخت جنوبی‌ها
شمالی‌ها در ۱۸۶۴ پیشروی خود را به سمت بندرهای جنوب شرق آمریکا آغاز کردند. گرانت از شمال و شرمن از غرب به سمت ریچموند پیشروی کردند و سرانجام به دروازه‌های ریچموند رسیدند.

## تسلیم ژنرال رابرت ای لی و پایان جنگ
ژنرال رابرت ئی. لی به‌ناچار ریچموند را تخلیه کرد و به ویرجینیا عقب‌نشینی کرد. او که ارتشی گرسنه و خسته را در اختیار داشت و حتی شهر بزرگی را هم نداشت، در ۹ آوریل ۱۸۶۵ به ناچار شخصاً خود و ارتشش را به گرانت تسلیم کرد و بدین گونه، جنگ داخلی پس از ۴ سال کشمکش به پایان رسید.
کنفدراسیون جنوب شکست خورد و بر طبق اعلامیه آزادی بردگان نظام برده داری ملغی شد و چهار میلیون برده آزاد شدند. در دوران بازسازی ایالات متحده آمریکا بعد از جنگ کشور بتدریج متحد شد و دولت مرکزی قدرت خود را به‌دست‌آورد. بر طبق اصلاحیه‌های قانون اساسی و قوانین محلی حقوق مدنی و سیاسی به بردگان سیاهپوست آزادشده اعطا شد.

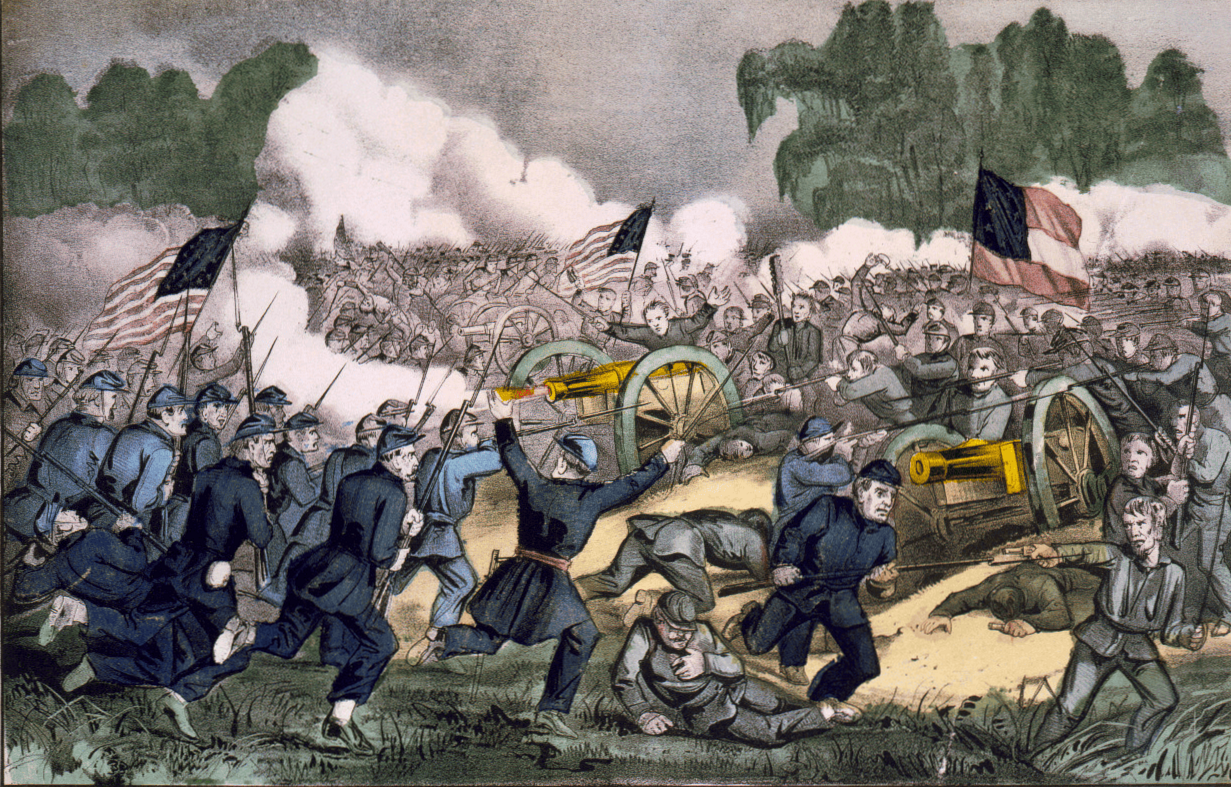

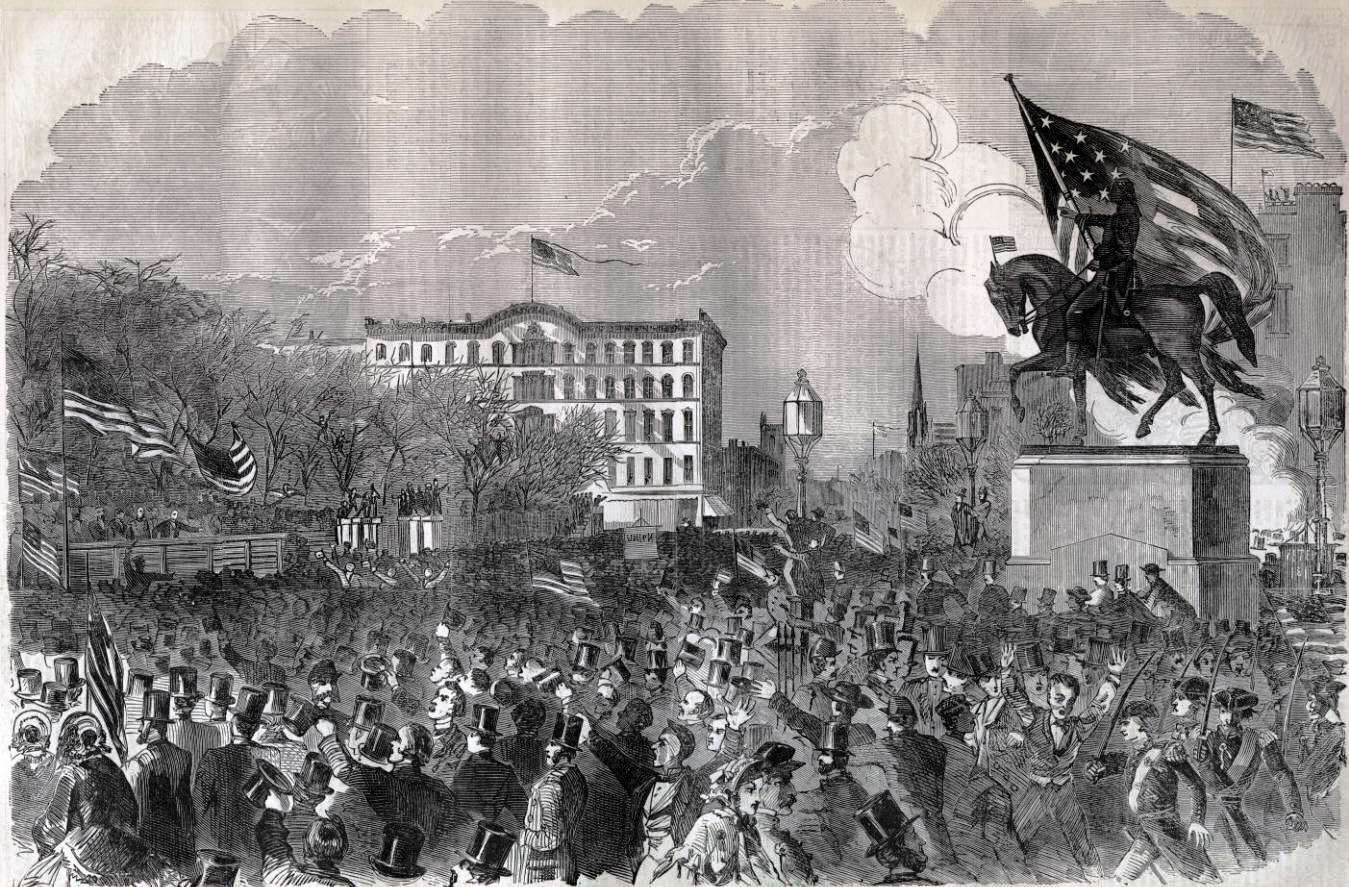
اجلاس عام در ۲۰ آوریل ۱۸۶۱ در حمایت از وحدت کشور

## برده‌داری
در تابستان ۱۸۶۴ حدود ۴۰۰٬۰۰۰ امضا در درخواست از کنگره برای پایان دادن به بردگی جمع‌آوری و فرستاده شد که تا پیش از آن در تاریخ ایالات متحده سابقه نداشت. در آوریل آن سال، مجلس سنا متمم سیزدهم قانون اساسی را تصویب کرد که پایان بردگی را اعلام می‌کرد و در ژانویهٔ ۱۸۶۵ در مجلس نمایندگان هم به تصویب رسید. با این اعلامیه ورود سیاه‌پوستان به ارتش ایالات متحد آزاد شد. در حالی که در جنوب وجود سیاهان که چهار میلیون نفر بودند به مانع مزاحمی برای ایالات مؤتلفه تبدیل شد. در اوایل ۱۸۶۵ فشارها افزایش یافت و در ماه مارس، جفرسون دیویس رئیس‌جمهور اتحادیهٔ جنوب «قانون سربازی سیاه‌پوستان» را امضا کرد که اجازه می‌داد بردگان به عنوان سرباز استخدام شوند و با رضایت صاحبانشان و دولت ایالتی آزاد شوند؛ اما قبل از آنکه بتواند اثر نمایانی داشته باشد، جنگ به پایان رسید.
حکومت آمریکا در سال ۱۸۶۱ وارد جنگ با ایالات برده‌دار شده بود نه برای پایان دادن به بردگی بلکه برای حفاظت و در اختیار گرفتن سراسر قلمرو فوق‌العاده پهناور کشور با همهٔ بازارها و منابعش. با این حال، پیروزی در این جنگ نیازمند نوعی جهاد بود، و همین جریان جهاد نیروهای جدیدی را به صحنهٔ سیاست کشور وارد کرد. همچنین تمایل شدیدی در حزب جمهوری‌خواه برای حفظ سلطهٔ خود بر حکومت ملی (دولت فدرال) وجود داشت و آرای سیاه‌پوستان جنوبی می‌توانست کمک بزرگی به این هدف باشد. تجار و کاسب‌کاران شمالی هم که سیاست‌های جمهوری‌خواهان را به نفع خود می‌دیدند، تا مدتی با آنها همراهی کردند.
نتیجهٔ آن، دورهٔ کوتاهی پس از جنگ داخلی بود که سیاه‌پوستان جنوب هم رأی دادند و سیاهانی را به هیئت قانونگذاری ایالات و به کنگره فرستادند و تحصیلات همگانی آزاد و کاملاً مختلط در جنوب متداول شد. متمم سیزدهم قانون اساسی بردگی را ممنوع کرد: «نه بردگی و نه کار و خدمت اجباری، مگر برای مجازات کسی که در محکمه‌ای رسمی محکوم شده باشد، در ایالات متحده یا هر جا که در محدودهٔ قدرت آن باشد وجود نخواهد داشت.»
متمم پنجم قانون اساسی می‌گفت: «حق شهروندان ایالات متحده برای رأی دادن نباید از سوی ایالات متحده یا هر ایالتی به خاطر نژاد، رنگ یا شرایط پیشین بردگی، محدود یا انکار شود.»
اندرو جانسون معاون لینکلن که پس از سوءقصد به جان لینکلن و کشته شدنش در خاتمهٔ جنگ، به جای او رئیس‌جمهور شده بود لوایحی را که برای کمک به سیاهان ارائه می‌شد وتو می‌کرد؛ او به ایالات جنوبی اجازه داد بدون تضمین کردن حقوق مساوی برای سیاهان به اتحادیهٔ ایالات متحده بازگردند. در دورهٔ ریاست جمهوری او ایالات جنوبی «قانون نامه‌های سیاهان» را به تصویب رساندند که بردگان آزاد شده را به رعیت (سرف)هایی تبدیل می‌کرد که به کار در مزارع ادامه می‌دادند؛ مثلاً ایالت می‌سی‌سی‌پی در ۱۸۶۵، خرید یا اجارهٔ زمین کشاورزی را برای بردگان آزاد شده ممنوع کرد و آنها مجبور شدند طبق قراردادهایی کار کنند که اگر از شرایط آن سرپیچی می‌کردند با مجازات زندان روبرو می‌شدند.
در انتخابات ریاست جمهوری سال ۱۸۶۸، یولیسیز سایمن گرانت انتخاب شد و با اختلاف ۳۰۰٬۰۰۰ رأی در حالی که ۷۰۰٬۰۰۰ سیاه‌پوست در رأی‌گیری شرکت کرده بودند، بر حریفش پیروز شد و بدین ترتیب جانسون به عنوان یک مانع از سر راه کنار رفت. متمم‌های قانون اساسی تصویب شد، قوانینی برای برابری نژادی به تصویب رسید و مردان سیاه‌پوست به مقامات رسمی منصوب شدند.
اقلیت حاکم سفیدپوست در ایالات جنوبی از قدرت اقتصادی خود برای تشکیل گروه‌های ارعاب و وحشت (تروریستی) و خصوصاً کوکلوس‌کلان استفاده کرد. خشونت و تعدی در اواخر دههٔ ۱۸۶۰ و اوایل دههٔ ۱۸۷۰ شدت گرفت و کوکلوس‌کلان‌ها اقدام به هجوم، شکنجه و مُثله کردن، کتک زدن، دار زدن و در آتش سوزاندن سیاهان به‌طور سازماندهی شده می‌کردند.
شمال برای پذیرش انقیاد و فرودست دانستن سیاه‌پوستان نیازی به انقلاب و تغییر اساسی در افکارش نداشت. وقتی جنگ‌های داخلی به پایان رسید، نوزده ایالت از بیست و چهار ایالت شمالی، حق رأی به سیاه‌پوستان دادند. تا سال ۱۹۰۰ همهٔ ایالات جنوبی در قانون اساسی جدیدشان و در احکام و مصوبات جدیدی، محرومیت سیاه‌پوستان از حق رأی دادن و تفکیک و جداسازی سیاهان از سفیدپوستان را به صورت قانونی مدون کرده بودند.